# Laddertijger
De laddertijger (Nephrotoma scalaris) is een tweevleugelige uit de familie langpootmuggen (Tipulidae). De soort komt voor in het Palearctisch gebied.

## Kenmerken
Hij heeft:
- De kop grotendeels geel met een kleine driehoekige kopvlek
- Zijstrepen op de borststukrug vooraan omgebogen. Omgebogen deel van zijstreep op borststukrug glanzend.
- Bovenkant achterlijf met 5-6 min of meer driehoekige dwarsbanden
- Geen schaduw over de vleugel of hoogstens net onder het stigma.